# Meyssiès
Meyssiès település Franciaországban, Isère megyében. Lakosainak száma 665 fő (2022. január 1.). Meyssiès Savas-Mépin, Villeneuve-de-Marc, Cour-et-Buis, Eyzin-Pinet és Saint-Julien-de-l’Herms községekkel határos.

## Népesség
A település népességének változása:
| Lakosok száma | 300  | 440  | 484  | 616  | 610  | 619  | 637  | 638  | 639  | 665  |
|               | 1968 | 1982 | 1990 | 2006 | 2013 | 2015 | 2017 | 2019 | 2020 | 2022 |